# فیات ۱۳۰۰/۱۵۰۰
فیات ۱۳۰۰/۱۵۰۰ (Fiat ۱۳۰۰/۱۵۰۰) خودرویی است که در سال‌های ۱۹۶۱ تا ۱۹۶۷تولید شده‌است. طول آن در حالت طبیعی ۴٬۰۳۰ میلیمتر (۱۵۹ اینچ) و عرض آن در حالت طبیعی ۱٬۵۴۵ میلیمتر (۶۰٫۸ اینچ) و ارتفاع آن در حالت طبیعی ۱٬۳۶۵ میلیمتر (۵۳٫۷ اینچ) است. سیستم جعبه‌دندهٔ آن ۴ دنده به صورت دستی است.

## نگارخانه

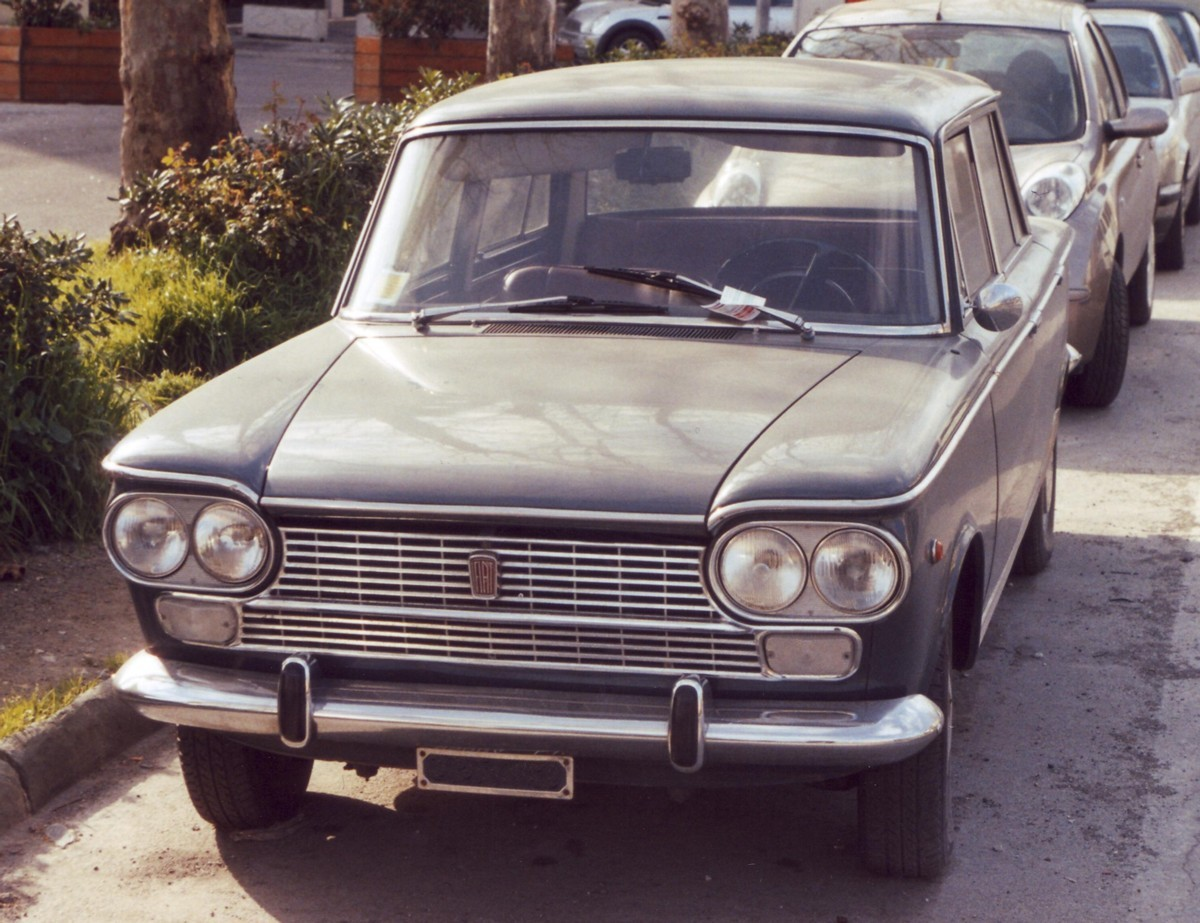
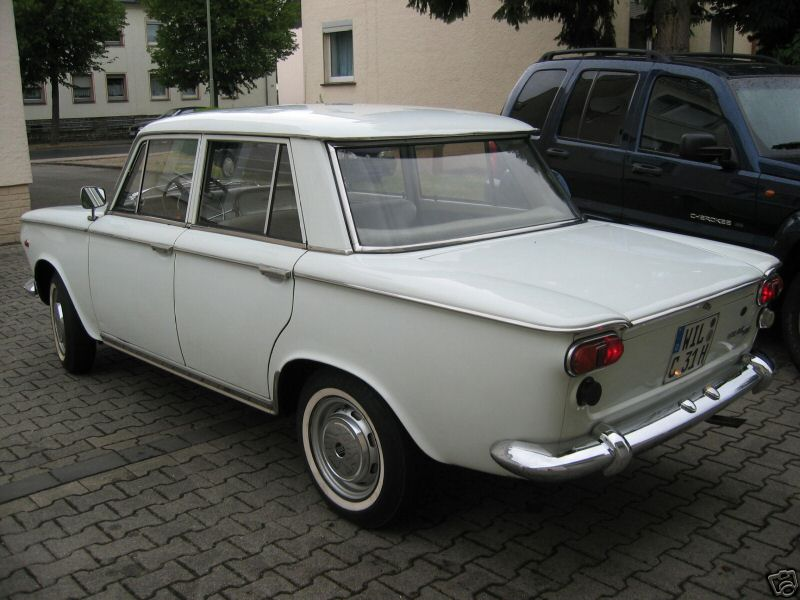
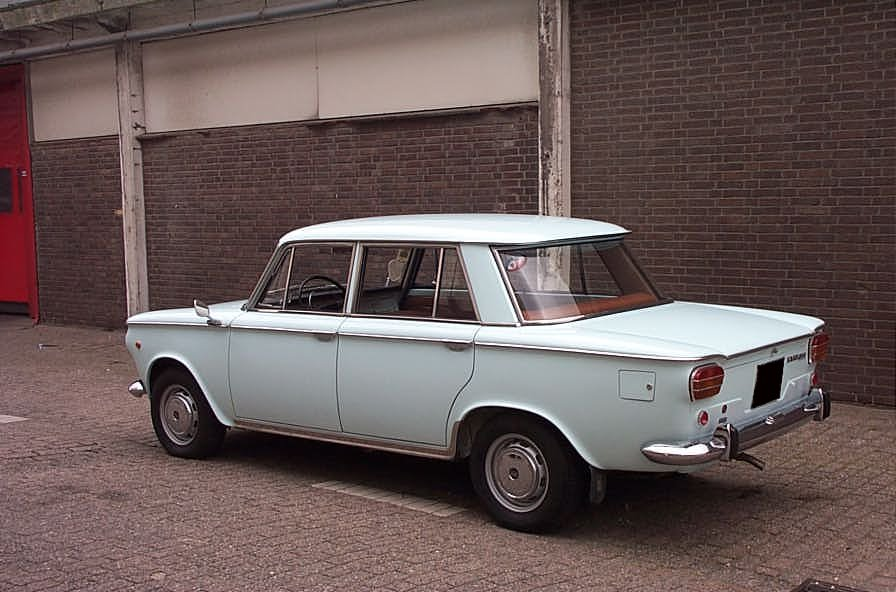
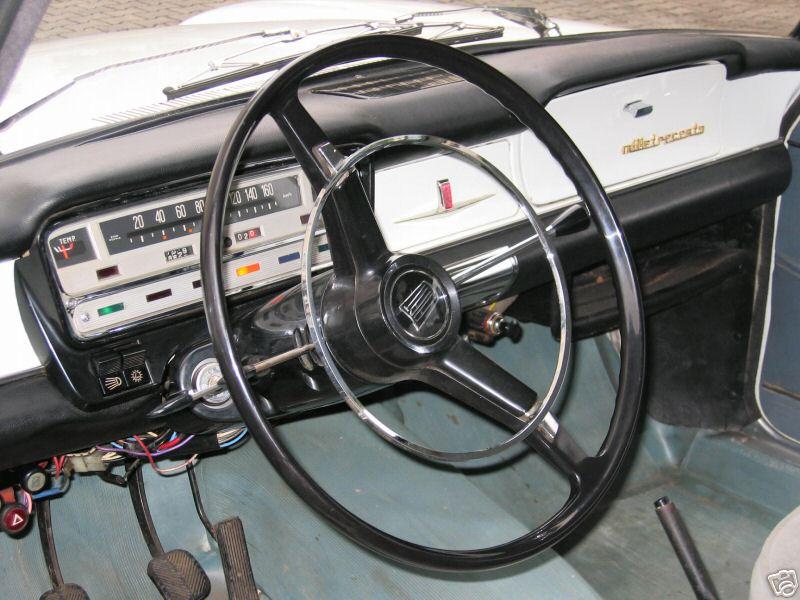
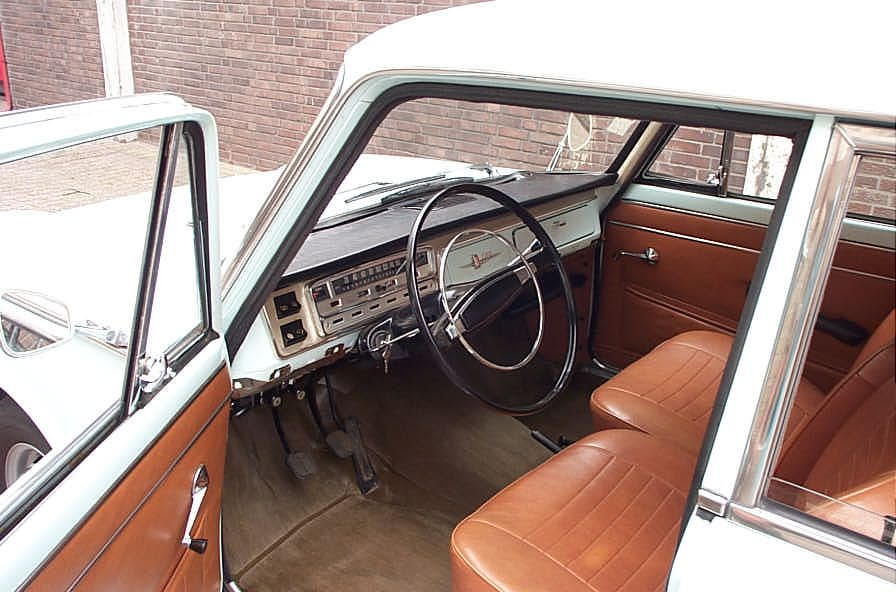
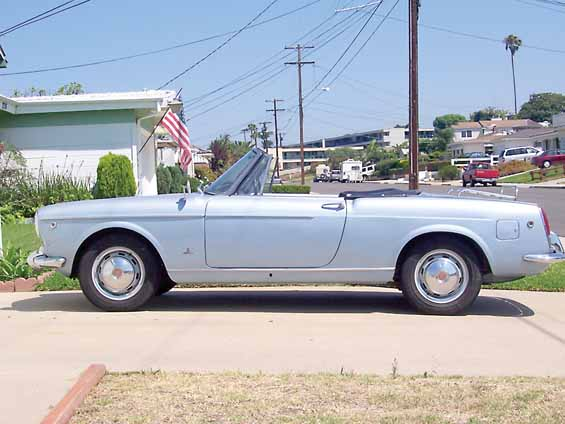
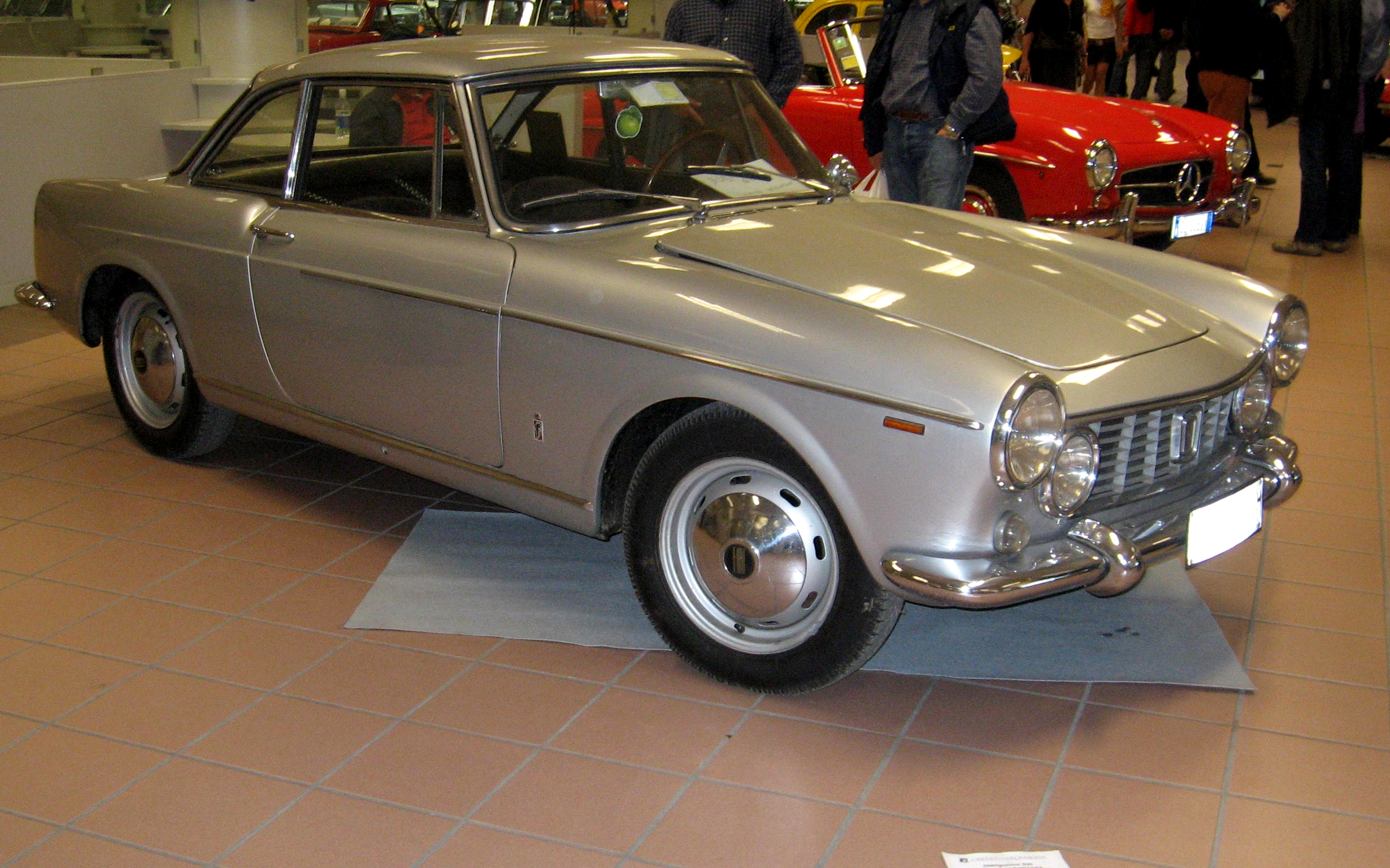
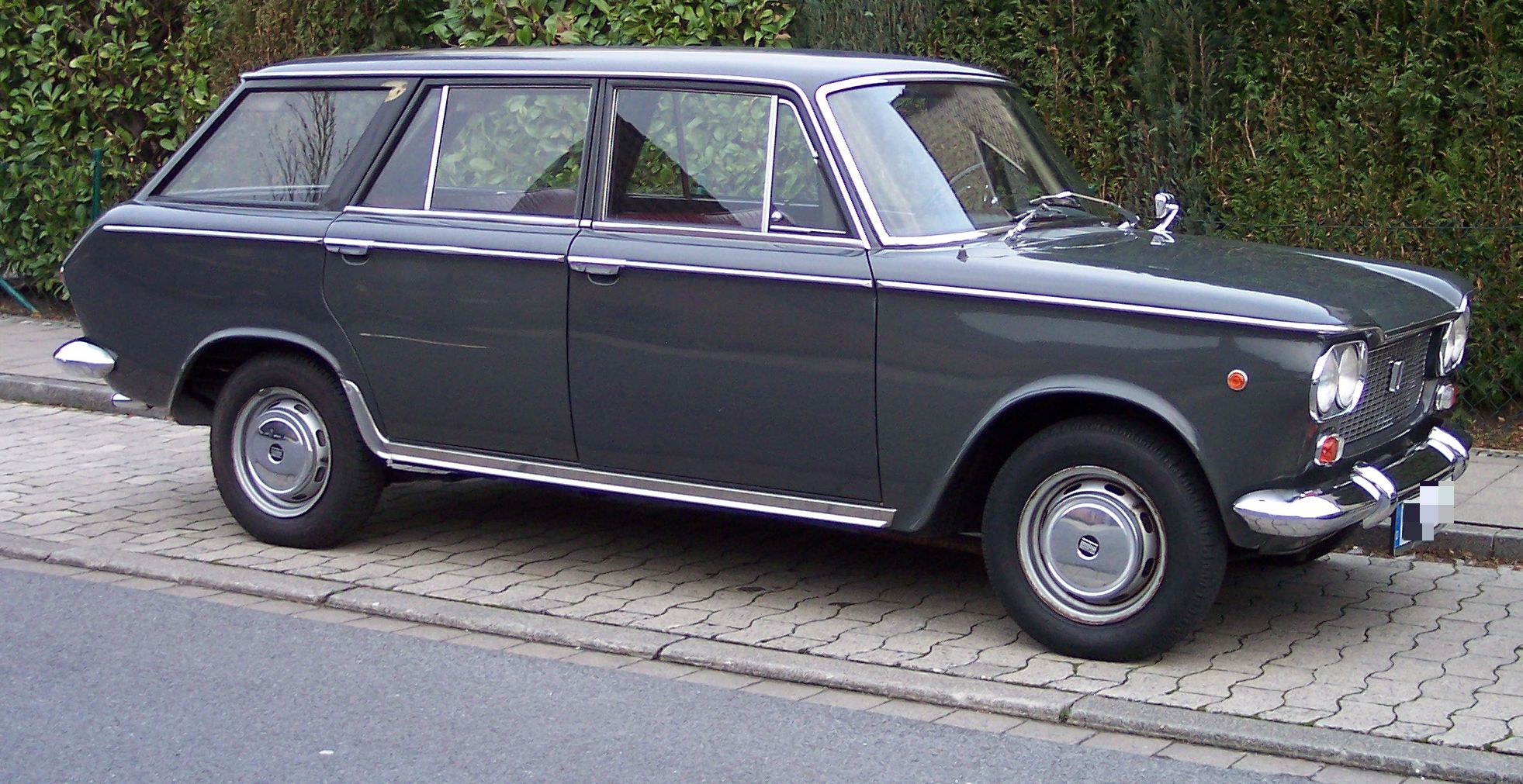